# Cantharocnemis spondyloides
Cantharocnemis spondyloides là một loài bọ cánh cứng trong họ Cerambycidae.